# Danh sách phim TVB năm 2000
Đây là danh sách phim truyền hình do TVB phát hành hoặc phát sóng năm 2000.
| Công chiếu        | Tên                     | Tên tiếng Anh                 | Số tập | Diễn viên | Thể loại            | Ghi chú | Website                                                                |
| ----------------- | ----------------------- | ----------------------------- | ------ | --- | ------------------- | ------- | ---------------------------------------------------------------------- |
| 3/01              | Bước thăng trầm         | Ups and Downs                 | 21     | Lưu Tùng Nhân, Ngũ Vịnh Vi, Giang Hoa, Hồng Thiên Minh, Trương Sân Duyệt                                                                                                 | Hiện đại            |         | Official website Lưu trữ ngày 8 tháng 2 năm 2012 tại Wayback Machine   |
| 17/01             | Ước mơ và hiện thực     | When Dreams Come True         | 20     | Tuyên Huyên, Lữ Tụng Hiền, Lữ Phương, Mai Tiểu Huệ | Hiện đại            |         |                                                                        |
| 31/01             | Nhu đạo tiểu tử         | Aiming High                   | 15     | Tạ Đình Phong, Trương Sân Duyệt, Nguyên Hoa, Fiona Leung, Lưu Khải Uy | Hiện đại            |         | Official website Lưu trữ ngày 8 tháng 2 năm 2012 tại Wayback Machine   |
| 14/02             | Tình không biên giới    | The Sky is the Limit          | 20     | Lâm Bảo Di, Trương Khả Di, Trịnh Trung Cơ, Joyce Koi | Hiện đại            |         |                                                                        |
| 12/02             | Mặt trái của tình yêu   | The Threat of Love            | 10     | Tiết Gia Yến, Ngô Khải Hoa, Đặng Tụy Văn | Hiện đại            |         |                                                                        |
| 21/02             | Dương Quý Phi           | The Legend of Lady Yang       | 20     | Giang Hoa, Hướng Hải Lam, Ngô Mỹ Hành, Viên Thái Vân, Quách Thiểu Vân | Cổ trang            |         | Official website Lưu trữ ngày 8 tháng 2 năm 2012 tại Wayback Machine   |
| 21/02- 7/07       | Thất vọng               | War of the Genders            | 100    | Trịnh Du Linh, Hoàng Tử Hoa, Uyển Quỳnh Đan, Đặng Kiện Hoằng, Tiểu Nghi                                                                                                  | Hiện đại, Hài kịch  |         | Official website Lưu trữ ngày 14 tháng 10 năm 2007 tại Wayback Machine |
| 13/03             | Thử thách nghiệt ngã II | At the Threshold of an Era II | 55     | La Gia Lương, Cổ Thiên Lạc, Quách Khả Doanh, Quách Tấn An, Thái Thiếu Phân, Uông Minh Thuyên, Tần Bái, Trần Tuệ San, Mã Đức Chung, Thiệu Mỹ Kỳ, Nicholas Wu, Lưu Khải Uy | Hiện đại            |         | Official website Lưu trữ ngày 8 tháng 2 năm 2012 tại Wayback Machine   |
| 22/05             | Long hổ tranh hùng      | Time Off                      | 15     | Huỳnh Nhật Hoa, Trần Pháp Dung, Hứa Thiệu Hùng, Kwok Yiu Ming, Xa Thi Mạn, Tạ Thiên Hoa                                                                                  | Hiện đại            |         | Official website Lưu trữ ngày 8 tháng 2 năm 2012 tại Wayback Machine   |
| 29/05- 28/07      | Lượng phản ứng II       | Armed Reaction II             | 32     | Âu Dương Chấn Hoa, Quan Vịnh Hà, Đằng Lệ Danh, Ngụy Tuấn Kiệt | Hiện đại, Hành động |         | Official website Lưu trữ ngày 14 tháng 9 năm 2008 tại Wayback Machine  |
| 10/07             | Tình yêu muôn màu       | Lost in Love                  | 25     | Lữ Tụng Hiền, Trần Diệu Anh, Ngũ Vịnh Vi, Edmond So, Tần Bái | Hiện đại            |         | Official website Lưu trữ ngày 8 tháng 2 năm 2012 tại Wayback Machine   |
| 10/07             | Đường về hạnh phúc      | Return of the Cuckoo          | 20     | Tiết Gia Yến, Trương Trí Lâm, Xa Thi Mạn, Mã Tuấn Vỹ, Đường Văn Long | Hiện đại            |         | Official website Lưu trữ ngày 6 tháng 11 năm 2006 tại Wayback Machine  |
| 7/08- 15/10       | Bốn chàng tài tử        | The Legendary Four Aces       | 52     | Âu Dương Chấn Hoa, Quan Vịnh Hà, Lâm Gia Đống, Ngụy Tuấn Kiệt, Trần Tùng Linh, Văn Tụng Nhàn, Yung Ewong, Trương Gia Huy                                                 | Cổ trang            |         | Official website Lưu trữ ngày 13 tháng 7 năm 2008 tại Wayback Machine  |
| 7/08- 2/09t       | Chuyện đường phố        | Street Fighters               | 22     | Lý Khắc Cần, Lương Hán Văn, Gigi Wong, Diệp Tuyền, Dương Di | Hiện đại            |         | Official website Lưu trữ ngày 15 tháng 4 năm 2016 tại Wayback Machine  |
| 14/08             | Thần y Hoa Đà           | Incurable Traits              | 20     | Lâm Văn Long, Huỳnh Nhật Hoa, Ngũ Vịnh Vi | Cổ trang            |         | Official website Lưu trữ ngày 8 tháng 2 năm 2012 tại Wayback Machine   |
| 4/09- 14/10       | Lực lượng hải quan      | A Matter of Customs           | 32     | Uông Minh Thuyên, Vương Hy, Tuyên Huyên, Lý Tu Hiền | Hiện đại            |         | Official website Lưu trữ ngày 30 tháng 9 năm 2007 tại Wayback Machine  |
| 2/10              | Thần quyền vô địch      | The Kung Fu Master            | 20     | Nguyên Hoa, Ngụy Tuấn Kiệt, Quách Chính Hồng | Cổ trang            |         | Official website Lưu trữ ngày 8 tháng 2 năm 2012 tại Wayback Machine   |
| 16/10- 17/11      | Màu xanh hi vọng        | The Green Hope                | 25     | Lâm Bảo Di, Mông Gia Tuệ, Phùng Đức Luân, Dung Tổ Nhi, Ngô Mỹ Hành, Cathy Chui                                                                                           | Hiện đại            |         | Official website Lưu trữ ngày 23 tháng 6 năm 2008 tại Wayback Machine  |
| 13/11- 6/04/2001  | Đài FM 701              | Broadcast Life                | 102    | Trần Thục Lan, Trương Đạt Minh, Cốc Đức Chiêu, Elle Choi | Hiện đại, Hài kịch  |         | Official website Lưu trữ ngày 26 tháng 11 năm 2012 tại Wayback Machine |
| 20/11- 29/12      | Khí phách anh hùng      | Crimson Sabre                 | 30     | Lâm Gia Đống, Xa Thi Mạn, Giang Hoa, Ngô Mỹ Hành | Cổ trang, Kiếm hiệp |         | Official website Lưu trữ ngày 12 tháng 2 năm 2010 tại Wayback Machine  |
| 20/11- 12/01/2001 | Bàn tay nhân ái II      | Healing Hands II              | 40     | Ngô Khải Hoa, Lâm Bảo Di, Thái Thiếu Phân, Trần Tuệ San, Mông Gia Tuệ, Trần Hào, Thiệu Mỹ Kỳ, Trần Khiết Nghi, Tào Vinh Liêm, Mã Tuấn Vỹ                                 | Hiện đại            |         | Official website Lưu trữ ngày 31 tháng 5 năm 2008 tại Wayback Machine  |